# أليكس ليندسي (مدون صوتي)
أليكس ليندسي (بالإنجليزية: Alex Lindsay) هو مدون صوتي أمريكي، ولد في 10 يوليو 1971.

## وصلات خارجية
- أليكس ليندسي على موقع IMDb (الإنجليزية)